# Big Ass Spider!
Big Ass Spider! ist ein US-amerikanischer Tierhorror-Actionfilm aus dem Jahr 2013. Als Horrorkomödie angelegt, ist der Science-Fiction-Film dabei nicht ernst gemeint und nimmt sich auch selbst nicht sonderlich ernst. Regie führte Mike Mendez, das Drehbuch schrieb Gregory Gieras.

## Handlung
Alex Mathis ist Kammerjäger in Los Angeles und immer knapp bei Kasse. Nachdem er bei einem Einsatz von einer Spinne gebissen wurde, kommt er ins Krankenhaus. Zur gleichen Zeit wird in diesem Krankenhaus ein Bestatter von einer großen Spinne angefallen, die aus einer eben in die Pathologie gebrachten Leiche kroch. Alex bietet dem Krankenhaus an, gegen Erlass seiner Rechnung die Spinne zu töten. Während er gemeinsam mit dem Wachmann Jose nach der Spinne sucht, trifft eine Spezialeinheit der US Army unter der Leitung von Major Braxton C. Tanner und Lt. Karly Brant im Krankenhaus ein und sucht ebenfalls nach der Spinne. Dem Tier gelingt es, aus dem Krankenhaus in die Kanalisation zu fliehen. Der Major und Karly untersagen es Alex und Jose, weiter nach der Spinne zu suchen, aber Jose kann Alex überzeugen, noch nicht aufzugeben.
Die Spinne wird nun rasant größer und ist ständig auf der Suche nach Nahrung. Alex und Jose finden sie in einem Park wieder, wo sie dutzende Menschen tötet. Sie locken das Monster aus dem Park in Richtung der Militärs, die sofort das Feuer eröffnen. Die Spinne flieht daraufhin zunächst in einen Wald, wo sie nach einem weiteren Feuergefecht Karly einfängt und mit ihr in Richtung Innenstadt entkommt. Alex und Jose erfahren nun vom Major, dass es sich bei dem Ungeheuer um ein missglücktes Experiment mit außerirdischer DNA handelt, bei welchem eigentlich riesiges Gemüse gezüchtet werden sollte. Außerdem erfahren sie, dass das Tier unmittelbar davor steht, sich zu vermehren.
Die Spinne ist unterdessen auf den U.S. Bank Tower geklettert und hat im Inneren des Hochhauses, in dem sich auch die eingesponnene Karly befindet, ihre Eier abgelegt. Das Militär will das Gebäude samt Monster mit einem Luftschlag zerstören. Alex will jedoch Karly retten und kann den Luftangriff herauszögern. Es gelingt ihm mit Jose, Karly aus dem Haus zu schaffen und die eben geschlüpften Jungtiere zu töten. Alex und Jose erinnern sich, dass ihnen beim ersten Zusammentreffen mit der Spinne im Krankenhaus aufgefallen war, dass die Netze extrem leicht entflammbar sind. Er beschließt, das Ungeheuer mit einem Schuss mit einer Panzerfaust in die Spinnwarze zu töten, was ihm schließlich auch gelingt.

## Rezeption
Cinema nennt Big Ass Spider! einen „Pfiffigen Low-Budget-Spaß mit kauzigen CGI-Tricks und einem sympathischen Alltagshelden“ und schließt mit dem Fazit: „Beim Arsch der Spinne: großer Krabbelspaß!“
Auf der Tomatometerskala der Filmwebsite Rotten Tomatoes erreicht der Film eine Wertung von 78 %, basierend auf 27 Kritiken, und damit das Prädikat „garantiert frisch“ (certified fresh).
Die filmstarts.de-Redaktion bezeichnet den Film als „harmloses, zu selten witziges Trash-Gewitter, in dem trotz der sympathischen Figuren und reichlich Seitenhieben auf Hollywood bei weitem nicht alle Gags zünden“ und vergibt zwei von fünf Sternen.

## Hintergrund
Die Deutschlandpremiere von Big Ass Spider! fand auf dem Fantasy Filmfest 2013 statt. Bei der Saturn-Award-Verleihung 2014 in Burbank, Kalifornien gewann der Film den Award in der Kategorie Beste DVD- oder Blu-ray-Veröffentlichung.
Bei dem Jogger, der im Park von der Riesenspinne gefressen wird, handelt es sich um den Regisseur und Produzenten Lloyd Kaufman, einen der Gründer der für Low-Budget- und Trashfilme bekannten Produktionsfirma Troma Entertainment.
Kammerjäger Alex arbeitet im Film für das Schädlingsbekämpfungsunternehmen Western Exterminator Company, welches auch in Wirklichkeit in Los Angeles existiert. So trägt zum Beispiel der im Film gefahrene Pickup die originale Firmenwerbung samt Maskottchen „Mr. Little“ und echter Telefonnummer. Das Unternehmen sponserte daraufhin eine Filmvorführung auf der Messe PestWorld im Oktober 2013.
Im Abspann des Films wird ein kurzes Video eingespielt, in dem Major Braxton C. Tanner einen Notruf an Alex abgibt, in welchem er ihn fragt, wie groß die größte Kakerlake sei, die er je gesehen hätte. Im Hintergrund sieht man eine Monsterschabe auf die Freiheitsstatue klettern.